# アテナ (デンマーク王女)
アテナ（Athena Marguerite Françoise Marie、2012年1月24日 - ）
は、デンマーク女王マルグレーテ2世の次男であるヨアキム王子の第4子かつ長女である。母は、ヨアキム王子の2度目の妃であるマリー・カヴァリエである。
王位継承順位は9番目である。
2022年9月28日、デンマーク王室は「ヨアキム王子の子孫は2023年1月1日以降、モンペザ伯爵（Count of Monpezat）およびモンペザ女伯爵（Countess of Monpezat）の称号のみ使用を許され、デンマーク王子および王女の称号はなくなる」として、ヨアキムの4人の子（アテナを含む）から王子、王女の称号を剥奪することを発表した。

## 生涯

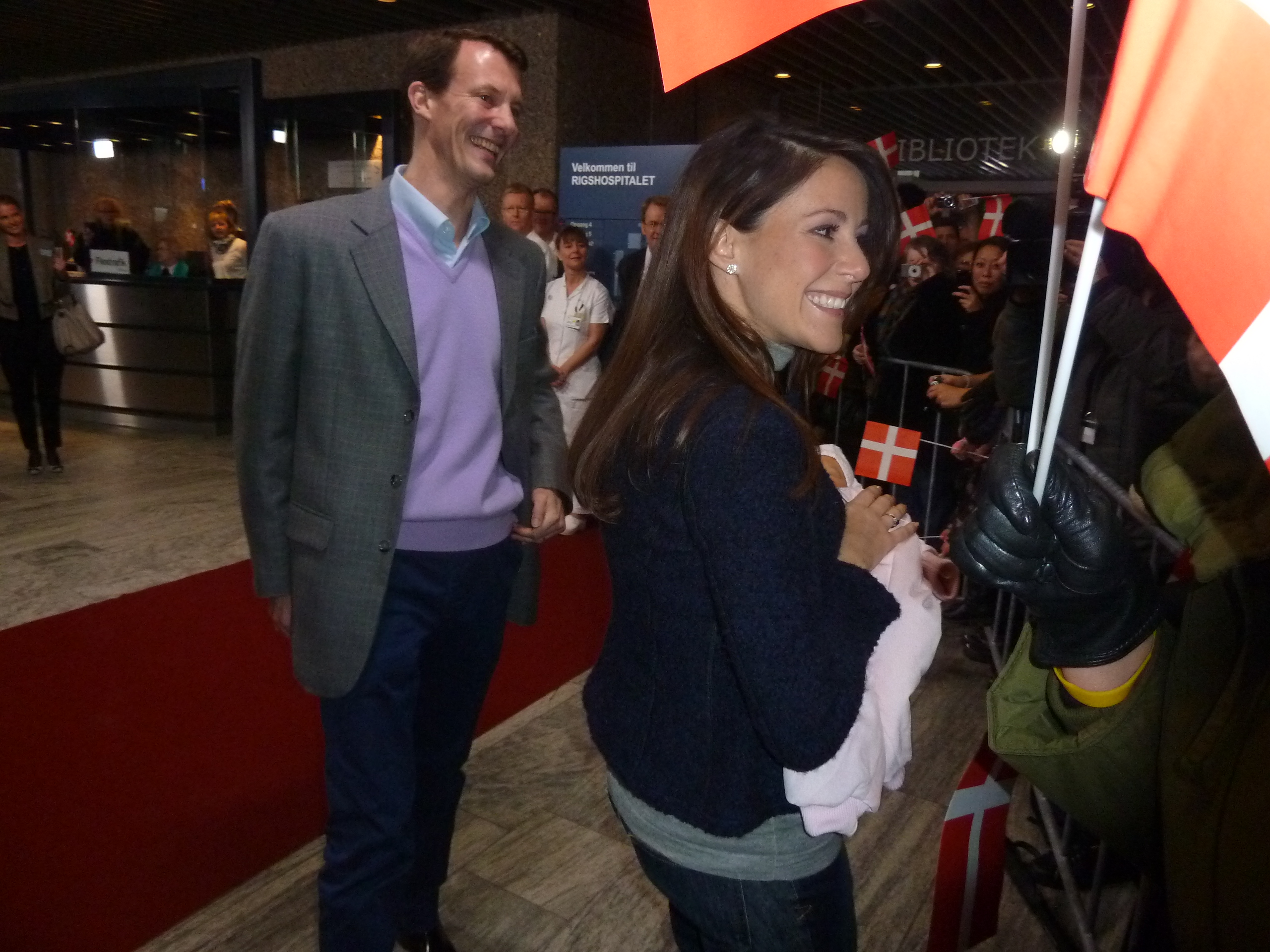
記者と会話するアテナの両親

アテナ王女は2012年1月24日にコペンハーゲンのリグショスピタレット（王立病院）で生まれた。彼女が生まれた後の記者会見で、父親のヨアキム王子は、彼女につけられる名前はジョーからシェヘラザードまで何でもありだと冗談を言った。彼女には、異母兄のニコライ王子とフェリックス王子、同母兄のヘンリック王子がいる。
2012年5月20日にモゲルトンデル教会で洗礼を受け、ここで初めて名前が発表された。名前は祖母と母にちなんで名付けられた。